# Gyula Hernádi
Dans le nom hongrois Hernádi Gyula, le nom de famille précède le prénom, mais cet article utilise l’ordre habituel en français Gyula Hernádi, où le prénom précède le nom.
Gyula Hernádi (né le 23 août 1926 à Rusovce en Slovaquie et mort le 21 juillet 2005 à Budapest) est un écrivain et scénariste hongrois.
Il a écrit les scénarios de 36 films entre 1965 et 2005, principalement pour le réalisateur Miklós Jancsó.

## Filmographie
- 1963 : Cantate (Oldás és kötés) de Miklós Jancsó